# Зачатовка (посёлок, Волновахский район)
Зачатовка (укр. Зачатівка) — посёлок в Волновахском районе Донецкой области Украины.
Население по переписи 2001 года составляло 668 человек.